# Llista de cràters de Febe
En aquest article només es mostra els noms oficials aprovats per la Unió Astronòmica Internacional (UAI).
Aquesta és una llista de cràters amb nom de Febe, un dels satèl·lits naturals de Saturn. Va ser descobert per William Henry Pickering el 1898.
El 2019, els 24 cràters amb nom de Febe representaven el 0,43% dels 5475 cràters amb nom del Sistema Solar. Altres cossos amb cràters amb nom són Amaltea (2), Ariel (17), Cal·listo (142), Caront (6), Ceres (115), Dàctil (2), Deimos (2), Dione (73), Encèlad (53), Epimeteu (2), Eros (37), Europa (41), Fobos (17), Ganímedes (132), Gaspra (31), Hiperió (4), Ida (21), Itokawa (10), Janus (4), Japet (58), Lluna (1624), Lutècia (19), Mart (1124), Mathilde (23), Mercuri (402), Mimas (35), Miranda (7), Oberó (9), Plutó (5), Proteu (1), Puck (3), Rea (128), Šteins (23), Tebe (1), Terra (190), Tetis (50), Tità (11), Titània (15), Tritó (9), Umbriel (13), Venus (900), i Vesta (90).

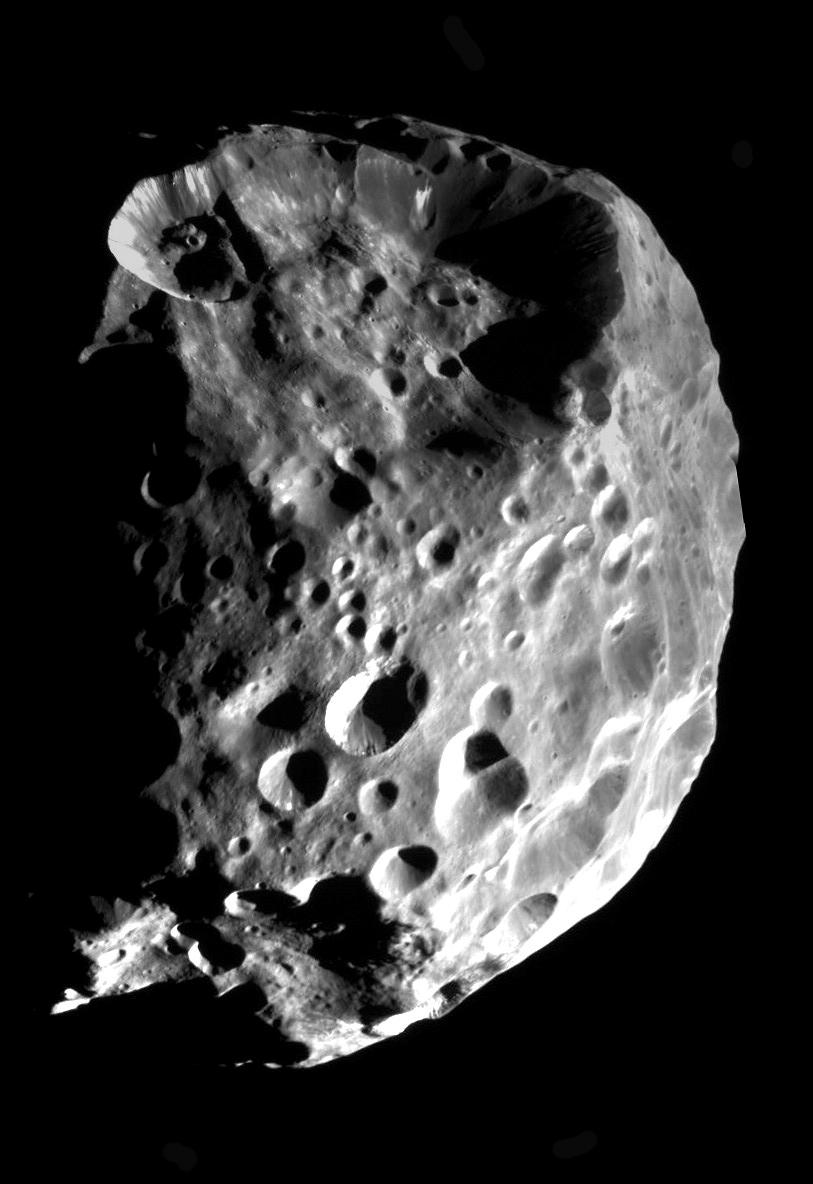
Imatge de Febe presa per la sonda Cassini, 2004
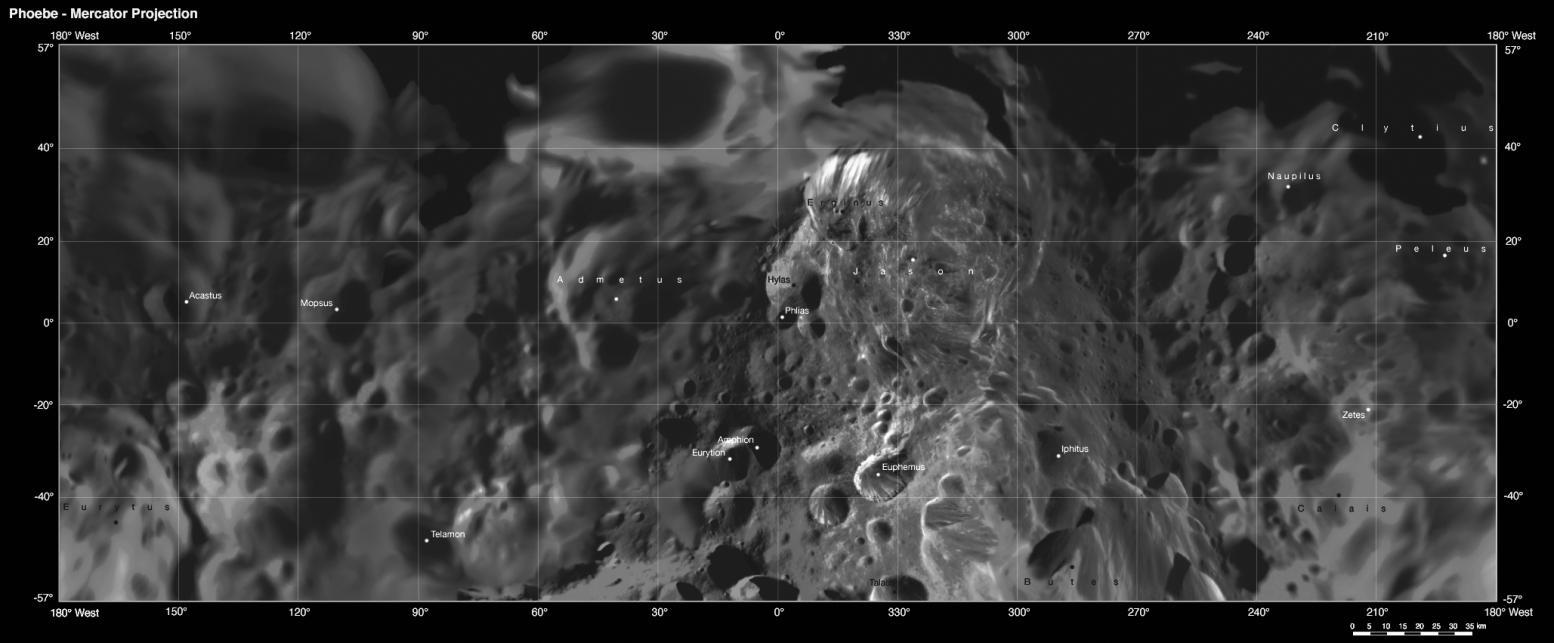
Mapa topogràfic de Febe

La major part de les llunes interiors de Saturn presenten superfícies molt brillants, però l'albedo de Febe és molt baix (0,06). La superfície de Febe és extremadament escarpada, amb cràters de fins a 80 km de diàmetre, un dels quals té parets de 16 km d'altura.

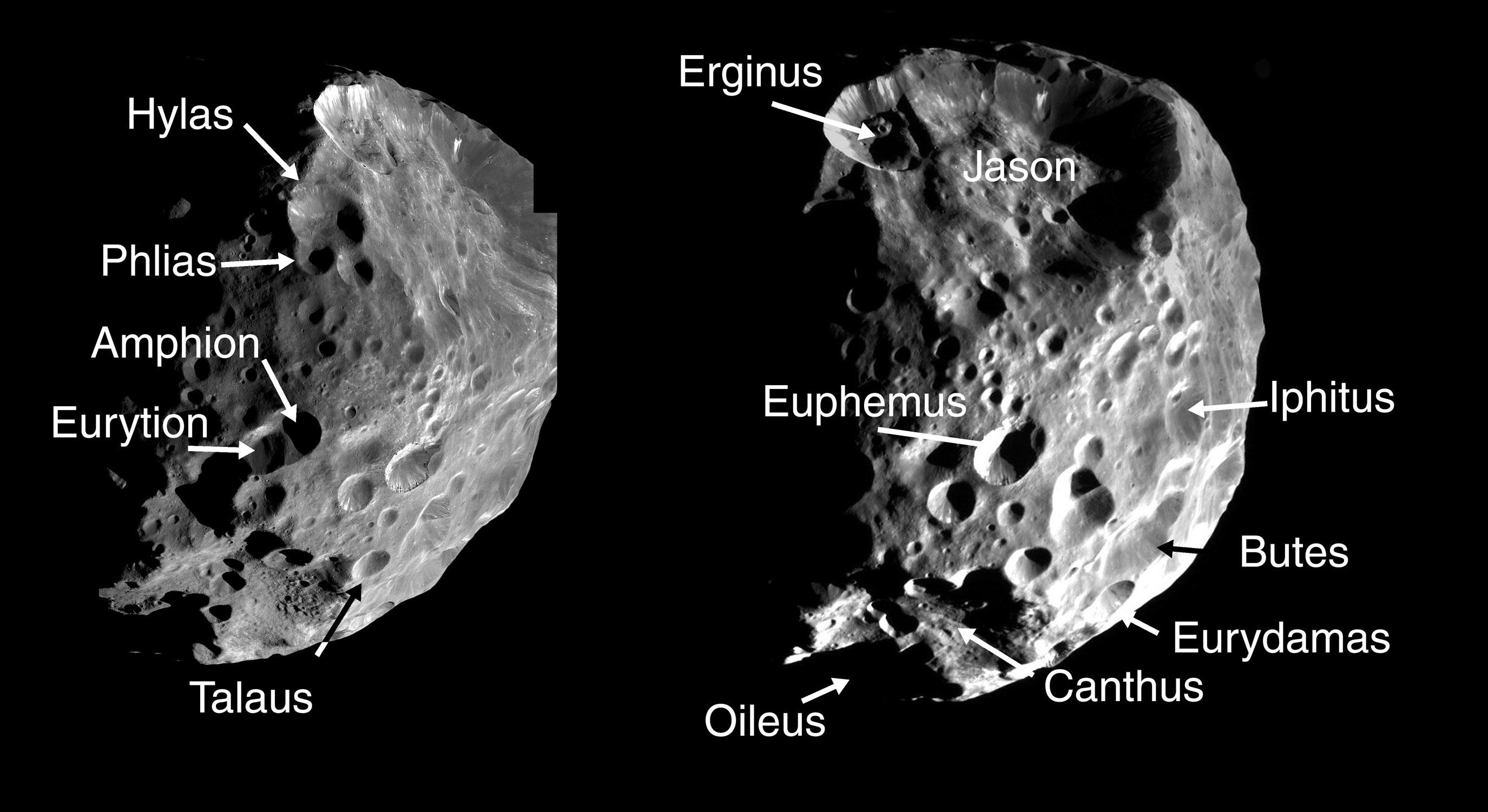

## Llista
Els cràters de Febe porten els noms de personatges vinculats al mite de Febe (Φοίβη) i als poemes èpics Els argonautes (Αργοναύται), tant en la versió d'Apol·loni Rodi com en la de Gai Valeri Flac.
| Cràter    | Coordenades                            | Diàmetre (km) | Epònim | Ref.  |
| --------- | -------------------------------------- | ------------- | --- | ----- |
| Acastus   | 9° 36′ N, 148° 30′ O / 9.6°N,148.5°O   | 34,00         | Acastos (Ἄκαστος) - Argonauta, fill de Pèlias (rei de Iolco).                                               | WGPSN |
| Admetus   | 11° 24′ N, 39° 06′ O / 11.4°N,39.1°O   | 58,00         | Admetos de Feres (Ἄδμητος) - Argonauta, rei i fundador de Feres (Tessàlia).                                 | WGPSN |
| Amphion   | 27° 00′ S, 1° 48′ O / 27°S,1.8°O       | 18,00         | Amfión (Ἀμφίων) - Argonauta, fill d'Hiperasi.                                                               | WGPSN |
| Butes     | 49° 36′ S, 292° 30′ O / 49.6°S,292.5°O | 29,00         | Butes (Βούτης) - Argonauta, fill de Teleont.                                                                | WGPSN |
| Calais    | 38° 42′ S, 225° 24′ O / 38.7°S,225.4°O | 31,00         | Càlais (Κάλαϊς) - Argonauta, fill de Bòreas (el vent del nord) i germà de Zetes.                            | WGPSN |
| Canthus   | 69° 36′ S, 342° 12′ O / 69.6°S,342.2°O | 44,00         | Cant d'Eubea (Κάνθος) - Argonauta, fill de Canet.                                                           | WGPSN |
| Clytius   | 46° 00′ N, 193° 06′ O / 46°N,193.1°O   | 52,00         | Clici (Κλυτίος) - Argonauta, fill d'Èurit.                                                                  | WGPSN |
| Erginus   | 31° 36′ N, 337° 06′ O / 31.6°N,337.1°O | 38,00         | Ergí (Έργίνος) - Argonauta, fill de Posidó                                                                  | WGPSN |
| Euphemus  | 31° 18′ S, 331° 06′ O / 31.3°S,331.1°O | 23,00         | Eufem (Εύφημος) - Argonauta, fill de Posidó.                                                                | WGPSN |
| Eurydamas | 61° 30′ S, 281° 36′ O / 61.5°S,281.6°O | 19,00         | Euridamant (Έυρίδαμας) - Argonauta, fill d'Iros.                                                            | WGPSN |
| Eurytion  | 30° 24′ S, 8° 00′ O / 30.4°S,8°O       | 14,00         | Euritó (Εὐρυτίων) - Argonauta, fill de Cenet.                                                               | WGPSN |
| Eurytus   | 39° 42′ S, 177° 12′ O / 39.7°S,177.2°O | 89,00         | Èurit (Εὔρυτος) - Argonauta, fill d'Hermes.                                                                 | WGPSN |
| Hylas     | 7° 54′ N, 354° 30′ O / 7.9°N,354.5°O   | 30,00         | Hilas (Ὕλας) - Argonauta, fill de Tiodamant (rei dels driops).                                              | WGPSN |
| Idmon     | 67° 06′ S, 197° 48′ O / 67.1°S,197.8°O | 61,00         | Ídmon (Ἴδμων) - Argonauta i endeví, fill d'Apol·lo.                                                         | WGPSN |
| Iphitus   | 27° 12′ S, 293° 18′ O / 27.2°S,293.3°O | 22,00         | Ífit (Ίφιτος) - Argonauta, fill de Nàubol, rei de Fòcida.                                                   | WGPSN |
| Jason     | 16° 12′ N, 317° 42′ O / 16.2°N,317.7°O | 101,00        | Jàson (Ἰάσων) - El cap dels argonautes, fill de Zeus, o bé, segons una altra tradició, d'Èson, rei d'Iolco. | WGPSN |
| Mopsus    | 6° 36′ N, 109° 06′ O / 6.6°N,109.1°O   | 37,00         | Mopsos (Μόψος) - Argonauta i endeví, fill d'Àmpix.                                                          | WGPSN |
| Nauplius  | 31° 30′ N, 241° 30′ O / 31.5°N,241.5°O | 24,00         | Naupli (Ναύπλιος) - Argonauta, fill de Posidó o de Clitoneu.                                                | WGPSN |
| Oileus    | 77° 06′ S, 96° 54′ O / 77.1°S,96.9°O   | 56,00         | Oileu (Ὂιλεύς) - Argonauta, rei de la ciutat d'Opunt i fill d'Hodèdoc.                                      | WGPSN |
| Peleus    | 20° 12′ N, 192° 12′ O / 20.2°N,192.2°O | 44,00         | Peleu (Πηλεύς) - Argonauta, d'Èac (rei d'Egina), germà de Telamó i pare d'Aquil·les.                        | WGPSN |
| Phlias    | 1° 36′ N, 359° 06′ O / 1.6°N,359.1°O   | 14,00         | Fleias (Φλίας) - Argonauta, fill de Dionís.                                                                 | WGPSN |
| Talaus    | 52° 18′ S, 325° 12′ O / 52.3°S,325.2°O | 15,00         | Tàlau (Ταλαός) - Argonauta, rei d'Argos, fill de Biant.                                                     | WGPSN |
| Telamon   | 48° 06′ S, 92° 36′ O / 48.1°S,92.6°O   | 28,00         | Telamó (Τελαμών) - Argonauta, fill d'Èac (rei d'Egina), i germà de Peleu.                                   | WGPSN |
| Zetes     | 20° S, 223° O / 20°S,223°O             | 29,00         | Zetes (Ζήτης) - Argonauta, fill de Bòreas (el vent del nord) i germà de Càlais.                             | WGPSN |